# Delahaye 135
Delahaye 135 — французский автомобиль класса люкс марки Delahaye, производившийся в 1935—1954 годах. Существовала также гоночная версия.

## Предыстория

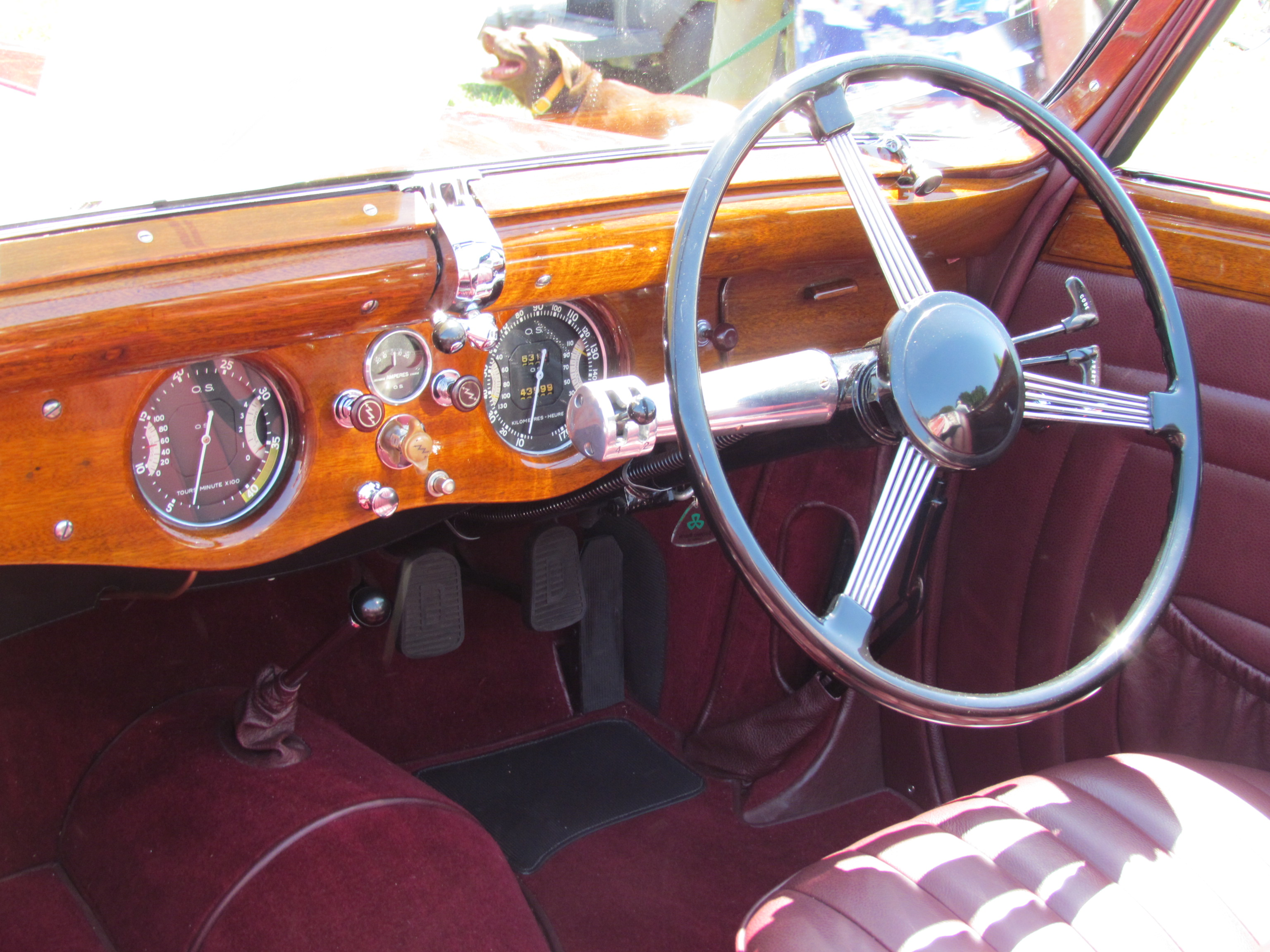
Приборная панель

Автомобильное предприятие Эмиля Дэлаэ ведёт свою историю с 1894 года, когда оно впервые предложило публике на мотошоу в Париже одноцилиндровую машину. Через два года, в 1896 году, Эмиль Дэлаэ на автомобиле собственной конструкции выиграл гонку Париж-Марсель. Пошли заказы, фирма начала расти. Вскоре предприятие освоило и выпуск грузовиков. А во время Первой мировой войны и вовсе отказалось от выпуска легковых автомобилей. Впоследствии, когда пришла пора выходить на новые рынки, легковые автомобили снова появились в модельном ряду компании.
Второй этап легкового производства Delahaye начался в 1930-х годах, после того как в 1933 году на автошоу были представлены принципиально новые разработки — 12cv и 18cv. Машины были лёгкие, стильные и к тому же имели независимую подвеску и мощные двигатели. Так, на модели 18cv устанавливался шестицилиндровый двигатель в 3200 см³. Именно данная версия впоследствии стала основой для 135M.
В этот же период фирма приобрела компанию своего конкурента — другого французского производителя спортивных машин — Delage. Данный союз позволил последователям Эмиля Дэлаэ (сам основатель скончался в 1905 году) плодотворно сотрудничать и составлять конкуренцию Bugatti, Bentley и Alfa Romeo. Так, в 1934 году появилась модель 134, а год спустя — 135.

## Описание

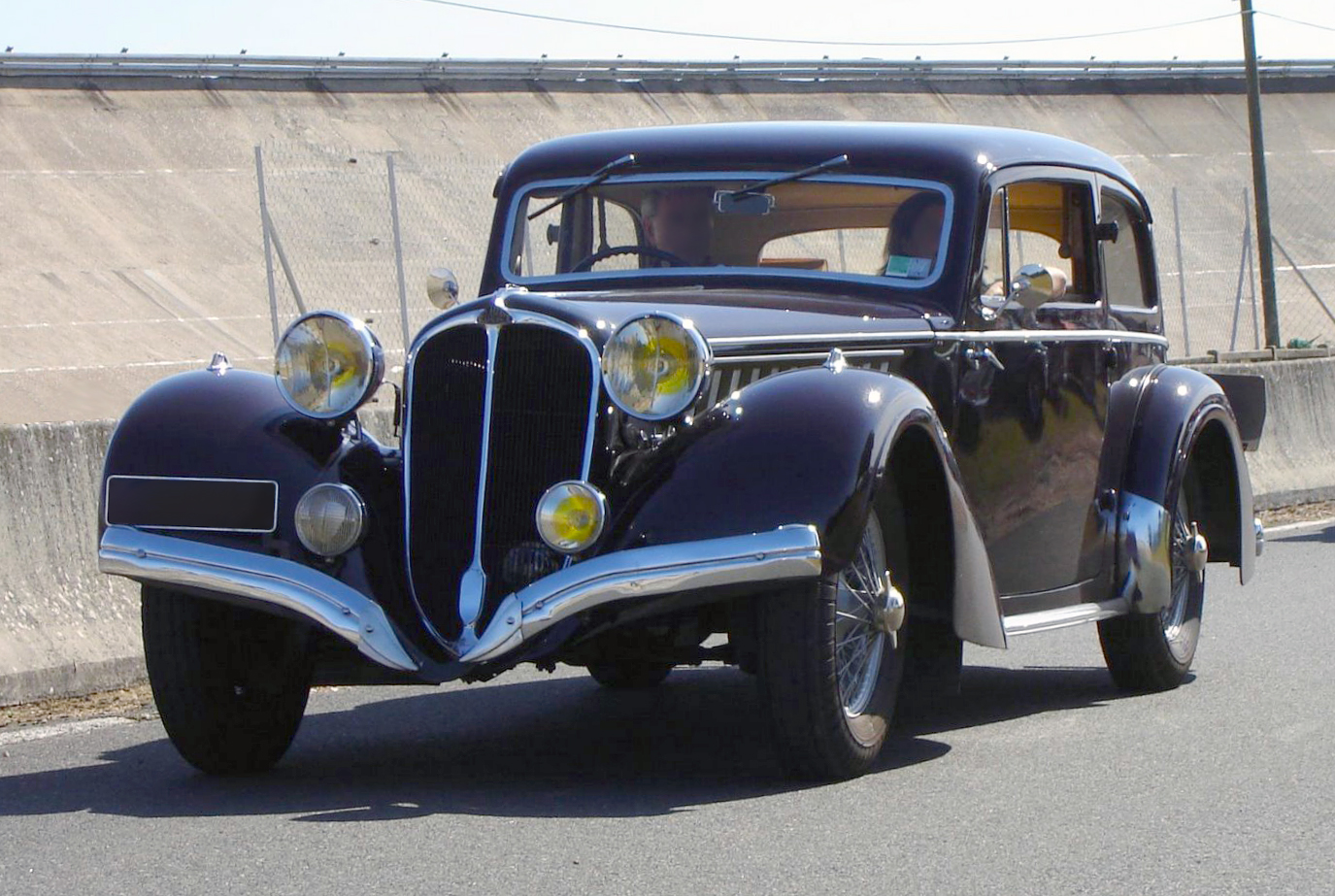
Delahaye 135 des Alpes

Передовые по тем временам технические решения (коробка передач с двумя переключателями: обычный для старта, подрулевой — для использования во время движения; гидравлические рычажные амортизаторы, три карбюратора и др.) позволяли 120-сильному агрегату разгоняться до 161 км/ч. Модификация Des Alpes имела независимую поперечную рессорную подвеску, центральный замок (это была закрытая версия купе) и четырёхступенчатую коробку с синхронизаторами. Впоследствии объём мотора увеличили до 3557 см³ (соответственно мощность возросла до 130 л. с.), и машина получила индекс MS. Среди независимых ателье, предлагавших кузовные работы по Delahaye 135, были лучшие изготовители кузовов Франции того времени, в том числе Figoni et Falaschi, Letourneur et Marchand, Guilloré, Carrosserie Pourtout, Franay, Яков Савчик и Анри Шапрон.

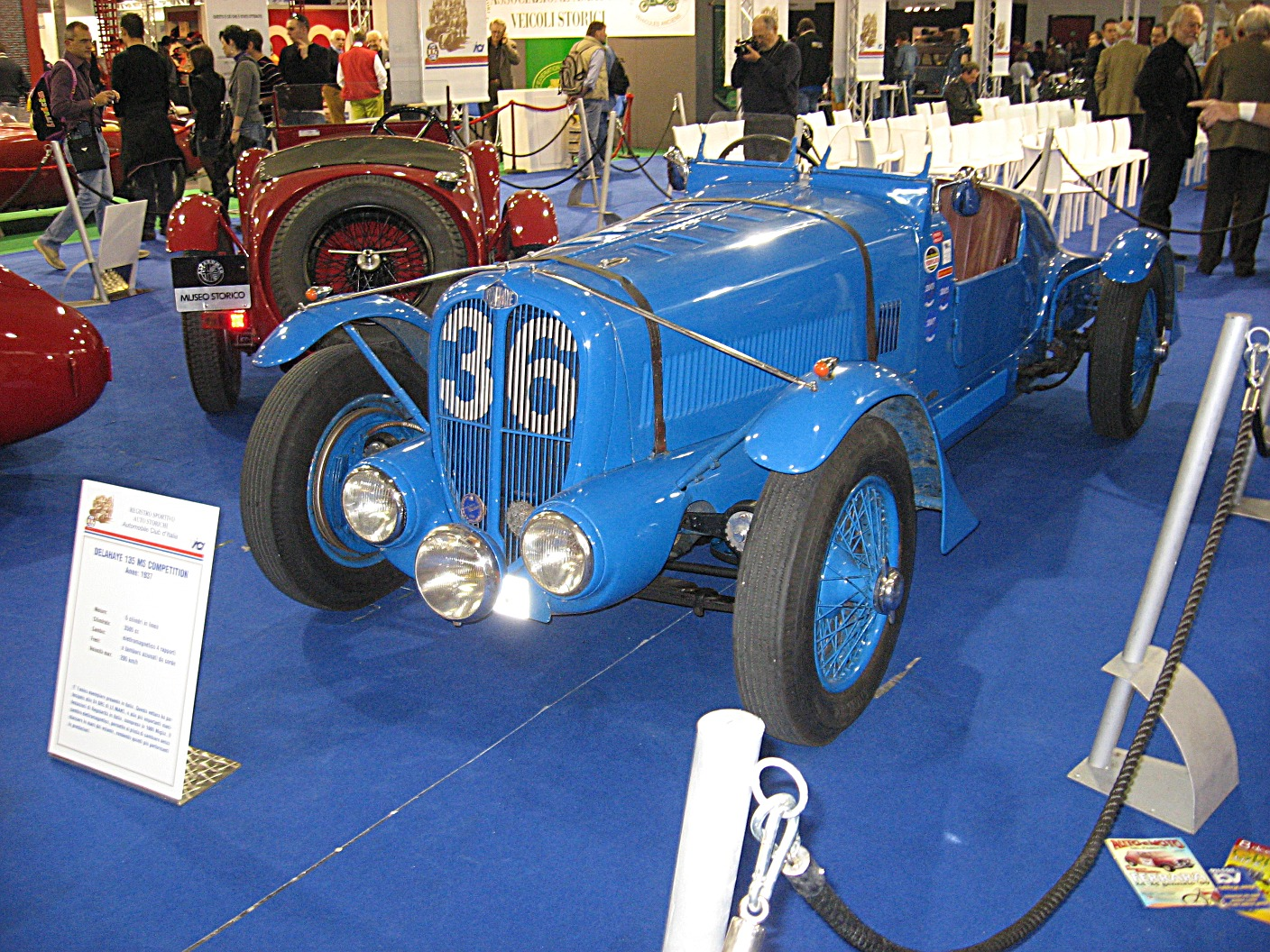
Гоночная версия

Для участия в гонках конструкторы форсировали двигатель до 160 л. с., при этом скорость доходила почти до 180 км/ч. Такая спортивная версия в 1936 году заняла второе и третье места в гонке Тысяча миль, те же места на Гран-при французских спортивных машин 1936 года в Монлери, дважды — в 1937 и 1939 годах — приходила первой к финишу в ралли Монте-Карло, а в 1938 году Эжен Шабу и Жан Тремье победили на ней в гонке 24 часа Ле-Мана.
Суперкар Delahaye 135 продолжал выпускаться вплоть до 1952 года, причём из всех машин, изготовленных компанией Delahaye, большую часть составляла именно модель 135. До наших дней сохранилось не более двухсот Delahaye, около 90 % из которых — суперкар 135M.